# Purpurita
La purpurita es un mineral de la clase de los minerales fosfatos, y dentro de esta pertenece al llamado “grupo de la trifilita”. Fue descubierta en 1905 en una mina cerca de Kings Mountain en el condado de Gaston, en el estado de Carolina del Norte (EE. UU.), siendo nombrada así del latín purpura, en alusión a su color púrpura. Un sinónimo poco usado es el de manganipurpurita.

## Características químicas
Es un fosfato anhidro de hierro y manganeso. El grupo de la trifilita al que pertenece es de los fosfatos anhidros.
Forma una serie de solución sólida con el mineral heterosita (Fe3+PO4), en la que la sustitución gradual del manganeso por hierro va dando los distintos minerales de la serie. Esto hace que sea común como impureza en su fórmula la aparición de altas cantidades de hierro.

## Formación y yacimientos
Es un mineral que se forma mayoritariamente como producto de la alteración de la litiofilita en complejos de pegmatitas de tipo granito. Más rara vez también se ha visto que se ha formado a partir de la reacción entre el guano de murciélago y yacimientos de hierro-manganeso que entran en contacto con el agua marina.
Las especies de la serie de solución sólida purpurita-heterosita son minerales secundarios formados por la oxidación del hierro y/o manganeso con la simultáneo lixiviación de litio. Los productos intermedios de esta alteración se pensó una vez que eran minerales válidos, pero no eran más que parte de un proceso continuo de cambios: ferrisicklerita y sicklerita.
La proporción entre hierro y manganeso no parece que varíe mucho entre la primaria litiofilita y la secundaria purpurita.
Suele encontrarse asociado a otros minerales como: litiofilita, sicklerita y muchos minerales secundarios de hierro-manganeso.

## Usos
Para aumentar su belleza para los coleccionistas, la purpurita con frecuencia es artificialmente coloreada a un color púrpura más intenso mediante tratamiento con ácidos.